# Antigonia
Antigonia is een geslacht van straalvinnige vissen uit de familie van evervissen (Caproidae). Het geslacht is voor het eerst wetenschappelijk beschreven in 1843 door Lowe.

## Soorten
De volgende soorten zijn bij het geslacht ingedeeld:
- Antigonia aurorosea (Parin & Borodulina, 1986)
- Antigonia capros (Lowe, 1843)
- Antigonia combatia (Berry & Rathjen,1959)
- Antigonia eos (Gilbert, 1905)
- Antigonia hulleyi (Parin & Borodulina, 2005)
- Antigonia indica (Parin & Borodulina, 1986)
- Antigonia kenyae (Parin & Borodulina, 2005)
- Antigonia malayana (Weber, 1913)
- Antigonia ovalis (Parin & Borodulina, 2006)
- Antigonia quiproqua (Parin & Borodulina, 2006)
- Antigonia rhomboidea (McCulloch, 1915)
- Antigonia rubescens (Günther, 1860)
- Antigonia rubicunda (Ogilby, 1910)
- Antigonia saya (Parin & Borodulina, 1986)
- Antigonia socotrae (Parin & Borodulina, 2006)
- Antigonia undulata (Parin & Borodulina, 2005)
- Antigonia xenolepis (Parin & Borodulina, 1986)